# Wynne Pyle
Wynne Pyle   (Ladonia, 24 d'octubre de 1881 - 24 d'abril de 1971) va ser un pianista de concerts estatunidenca.
Va estudiar piano al "North Texas College of Music del Kidd-Key College" de Sherman, Texas, sota la direcció d'Harold von Mickwitz: la universitat no té cap connexió amb la "Universitat de North Texas College of Music". Segons el consell de Mickwitz, va estudiar a Viena amb Teodor Leszetycki. En 1908, va ser enviada a París per estudiar amb Harold Bauer; i des d'allà, va anar a Berlín on, durant cinc anys, va treballar amb Alberto Jonás.

## Carrera de concerts
El 1911 va debutar a Berlín amb l'Orquestra Blüthner. En tornar als Estats Units, va fer el seu considerant debut a Nova York el 17 de febrer de 1916. Pyle va passar a actuar com a solista amb la Filharmònica de Nova York, la orquestra simfònica de Nova York, la orquestra simfònica de Rússia (a Nova York) i orquestres de Cincinnati, Minneapolis, St. Louis i Chicago.

## Rollografia
- "The American Piano Company" (AMPICO)
- 5294: Rachmaninoff - Peces fantàstiques, op. 3, núm. 5, bb: Sérénade
- 53073 – F: Poldini - Etude Japonaise, op. 27, núm. 2
- 5309: Sauer - Echo de Vienne - Concert Waltz
- 53104 – G: Debussy - Preludi, Les Collines d'Anacapri (1917)
- 53274 – F: Schumann - Novellette, op. 21, núm. L, E
- 53344 – G: Debussy - Préludes, llibre I, núm. 8: La fille aux cheveux de lin

- "Philipps Duca Reproduktions-Klaviere Rolles"
- PhPD 1000: Liszt - Tarantella de Venezia e Napoli (PhPD = Philipps Duca Reproducció de piano)
- Rythmodik Music Corporation
- J-18444: Debussy - Preludi, Les Collines d'Anacapri (1917)

## Família
El seu únic germà, fou Lou Netta Pyle (1885-1965), va estar casada amb Karl Kirksmith (1882 - 1955), un violoncel·lista molt conegut a Nova York i amb diverses orquestres, incloent l'Orquestra Simfònica de Cincinnati i l' Orquestra Simfònica de Pittsburgh.
Va estar casada molt poc temps amb Ottokar Malek, un famós pianista europeu que va emigrar als EUA el 1902-03. Es van casar el 9 d'abril de 1905 a Dallas, Texas, i es van divorciar a l'octubre de 1906. Malek va fundar més tard l'orquestra simfònica Grand Rapids (Michigan).
Entre 1940 i 1943, Pyle es va casar amb el seu antic professor i col·lega Harold Bauer, que el 1940 havia enviudat de la seva primera esposa, Marie (nascuda Knapp). Van romandre junts fins a la seva mort el 1951.